# ناطفه
ناطفه (به عربی: ناطفة) یک منطقهٔ مسکونی در اردن است که در استان اربد واقع شده‌است.